# Rautbach (Pöllat)
Der Rautbach ist ein etwa 1,6 km langer Bach im Landkreis Ostallgäu in Oberbayern.

## Verlauf
Der Rautbach entsteht aus Gräben an der Nordseite des Tegelberges zwischen Torkopf und Gelbem Wandschrofen. Der Gelbe-Wand-Steig quert den nach der Vereinigung seines Oberlaufbüschels auf etwa 1051 m ü. NHN zunächst nordwestlich fließenden Bach. Dieser nimmt bald den aus dem Osten kommenden Wütenden Graben auf und läuft danach selbst westwärts. Der Rautbach tritt sodann aus seinem Bergtal in die weite Talebene um den Forggensee aus und mündet von rechts auf etwa 804 m ü. NHN unterhalb von Hohenschwangau in die Pöllat.